# 郑州公交4路
郑州公交4路是中国河南省郑州市的一条公共汽车线路，来往于侯寨与郑州站，由郑州公交集团第三运营公司运营。

## 线路历史

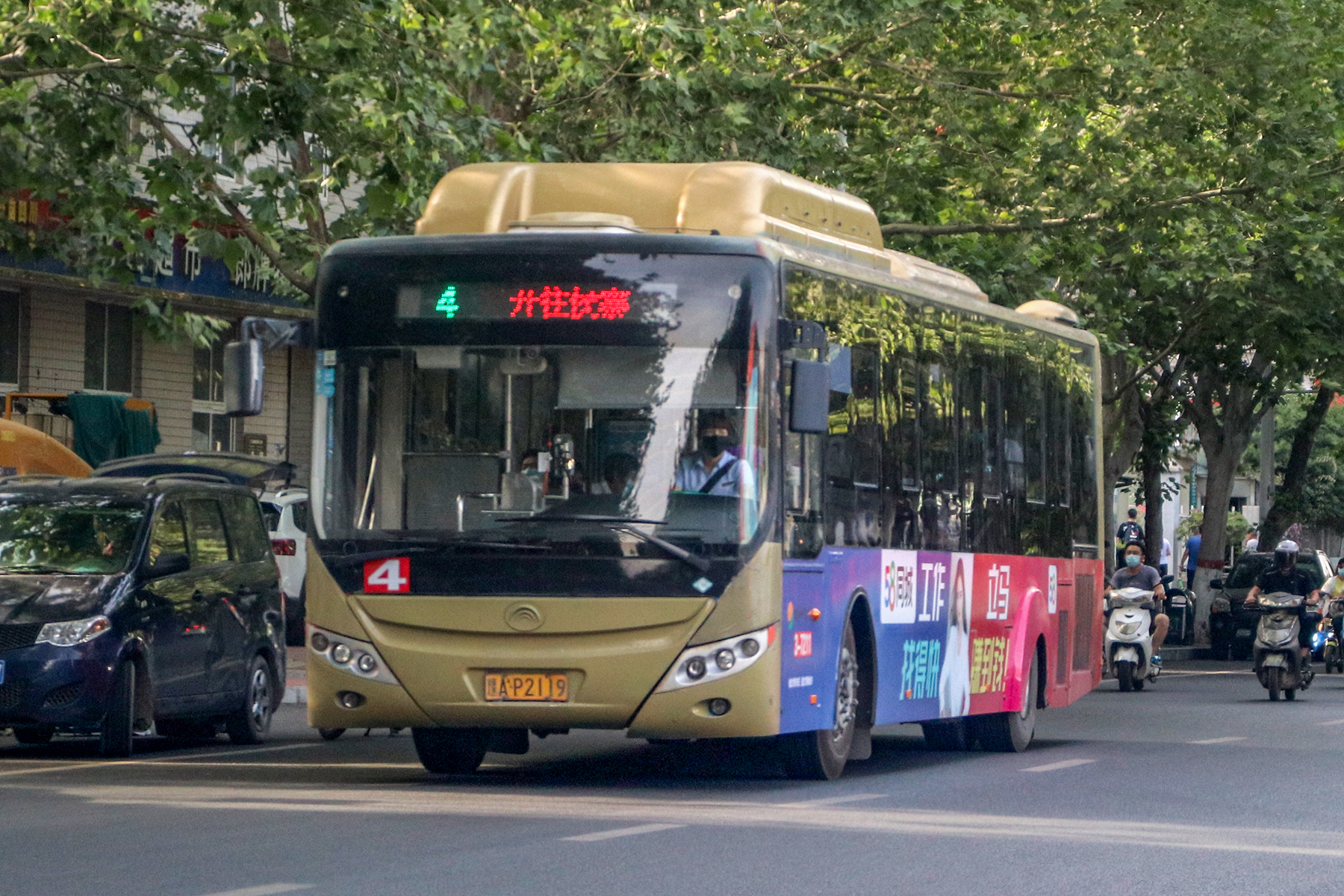
曾运行于4路的宇通ZK6120CHEVG1型气电混合动力客车于兴华南街

1954年4月，为满足郑州纺织机械厂和当时即将投产的郑州油脂化学厂的出行需要，郑州公交开通了由郑州火车站至海棠寺的4路，为郑州公交最早开通的线路之一。1955年线路调整，延伸至南阳寨。1970年，4路终点站延伸至老鸦陈，1974年又改回南阳寨。1982年，4路调整至大石桥发车，1984年又恢复至火车站。1990年时，4路的线路为火车站至南阳寨，途径铭功路和南阳路。
1991年1月27日，4路与8路合并，仍称4路，发车站向南延伸至汽车三场，途经大学路、中原路、福寿街、火车站、兴隆街、二马路、铭功路、南阳路至南阳寨，线路长14.5公里，配铰接客车24辆。2000年时，4路的线路为航海路公交三公司至省五交化市场。2001年6月5日，本线与6路、101路作为郑州公交最后3条有人售票线路，改为无人售票线路，标志着郑州公交所有线路均实现无人售票。
2003年，开通走向与途径道路相近的大站快车T4路，后于2012年12月更名为904路。
2010年12月14日，4路线路进行调整，仅保留火车站以南的线路，运行区间缩短为公交三公司至火车站。2015年3月26日，4路向南延伸至侯寨。
2023年8月起，郑州市对公交线网进行分批次优化调整。4路为第二批调整的线路，首末站不变，但途经道路有所调整。

## 线路基本资料

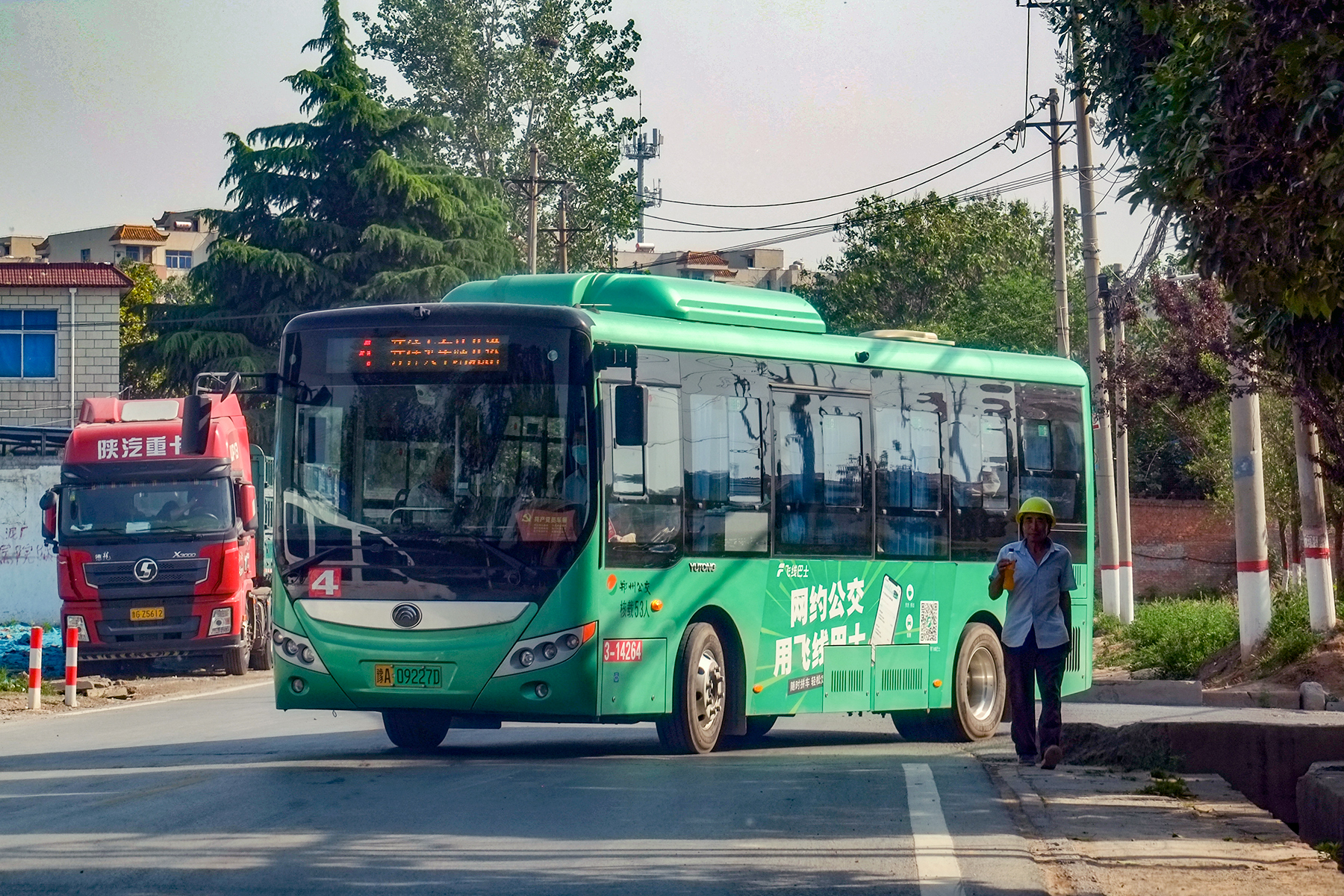
运行于4路的宇通E8纯电动客车于侯寨

### 线路走向
- 下行：侯寨→火车站北港湾
  - 自侯寨起，经桂江路、南四环、郑密路、嵩山南路、汉江路、兴华南街、航海中路、大学中路、大学北路、中原东路、福寿街、兴隆街，至郑州站北港湾止。
- 上行：火车站北港湾→侯寨
  - 自郑州站北港湾起，经兴隆街、二马路、福寿街、中原东路、大学北路、大学中路、航海中路、兴华南街、汉江路、嵩山南路、郑密路、南四环、桂江路，至侯寨公交场站止。

### 服务时间
- 侯寨：06:00～21:30
- 火车站北港湾：06:00～21:30

### 收费
- 全程单价RMB¥1，无人售票，支持绿城通（普通储值卡8折，成人月票5折，学生月票2.5折，老年卡免费）、微信/支付宝乘车码及银联云闪付。

### 与郑州地铁的换乘
- █ 1号线：医学院站
- █ 5号线：齐礼阎站、市第二人民医院站

### 停站
4路各停靠站点如下表所示：
| 下行站序 | 上行站序 | 站名         | 所在道路 | 轨交换乘                                 | 周边地点                           |
| 1        | 22       | 侯寨         | 桂江路   |                                          | 侯寨街道办事处                     |
| 2        | 21       | 侯寨一中     | 桂江路   | 侯寨一中                                 |                                    |
| ↓        | 20       | 桂江路南四环 | 桂江路   |                                          |                                    |
| 3        | ↑        | 南四环桂江路 | 南四环   |                                          |                                    |
| 4        | 19       | 南四环柳江路 | 南四环   | 郑州华侨城                               |                                    |
| 5        | 18       | 郑密路张仙   | 郑密路   | 滨河苑                                   |                                    |
| 6        | 17       | 郑密路罗沟   | 郑密路   | 晶乐公园                                 |                                    |
| 7        | 16       | 郑密路公交站 | 郑密路   |                                          |                                    |
| 8        | 15       | 黄岗寺中街   | 郑密路   | 亚星望江居、亚星环翠居                   |                                    |
| 9        | ↑        | 黄岗寺       | 嵩山南路 | 中原百姓广场                             |                                    |
| 10       | 14       | 嵩山路南三环 | 嵩山南路 | 中原百姓广场                             |                                    |
| 11       | 13       | 嵩山路长江路 | 嵩山南路 | 亚星盛世家园、亚星盛世星苑、亚星城市山水 |                                    |
| ↓        | 12       | 绿城小区     | 嵩山南路 | 绿城花园、亚星盛世家园、亚星盛世悦都     |                                    |
| 12       | ↑        | 汉江路嵩山路 | 汉江路   | 绿城花园、亚星盛世家园、亚星盛世悦都     |                                    |
| ↓        | 11       | 汉江路兴华街 | 汉江路   | 金汇花园                                 |                                    |
| 13       | ↑        | 兴华街南段   | 兴华南街 | 金汇花园                                 |                                    |
| 14       | 10       | 兴华街公交站 | 兴华南街 | 5 齐礼阎                                 | 二七升龙中心、市公安局家属院       |
| 15       | 9        | 航海路孙八寨 | 航海中路 |                                          | 郑州市第二人民医院                 |
| 16       | 8        | 大学路航海路 | 大学中路 | 5 市第二人民医院                         | 郑州市卫生学校、二七万达广场       |
| 17       | 7        | 大学路淮河路 | 大学中路 |                                          | 郑州古玩城、金海小区               |
| 18       | 6        | 大学路路寨   | 大学中路 | 铁路小区、长城康桥华城                   |                                    |
| 19       | 5        | 大学路桃源路 | 大学北路 | 郑州大学南校区                           |                                    |
| 20       | 4        | 大学路中原路 | 大学北路 | 1 医学院                                 | 中苑名都                           |
| 21       | 3        | 中原路大学路 | 中原东路 | 1 医学院                                 | 郑州大学医学院                     |
| 22       | 2        | 中原路京广路 | 中原东路 |                                          | 郑州市第四中学、郑州市第一零六中学 |
| 23       | ↑        | 福寿街       | 福寿街   | 郑州国际小商品城、万博商城、金林商场     |                                    |
| 24       | 1        | 火车站北港湾 | 兴隆街   | 郑州站                                   | 郑州火车站、郑州长途汽车中心站     |